# Mercedes-Benz OH 1518
Mercedes-Benz XBC OH 1518 PA (más conocido como Mercedes-Benz OH 1518), en 2007 se lanzó al mercado este chasis de piso alto. De motor trasero viene equipado con el OM 904 LA con control electrónico de inyección de combustible. El mando electrónico proporciona al vehículo excelente desempeño durante la operación, además de reducir la demanda por el mantenimiento de rutina y aumentar la durabilidad del motor y sus componentes.

## Motor
- Ciclo: diésel cuatro tiempos
- 4 cilindros verticales en línea, turbo posenfriado
- Emisiones (norma): Euro III
- Cilindrada total (cm³): 4249
- Diámetro de pistón (mm): 102
- Carrera de pistón (mm): 130
- Potencia máxima DIN (kW/CV/rpm): 130/177/2200
- Par motor máximo DIN (Nm/kgm/rpm): 675/69/1200-1600
- Relación de compresión: 0,75
- Consumo esp. (g/kWh - g/cvh/rpm): 205/151/1400
- Orden de inyección: 1-3-4-2
- Sistema de inyección: individual con control electrónico

## Transmisión
- Embrague MF 395; monodisco en seco
- Caja de cambios: MB G 60 - 6 / 9,2 accionamiento manual
- Marchas adelante: 6
- Relación de transmisión: i = 9,201 / 5,230 / 3,145 / 2,034 / 1,374 / 1,00 marcha atrás =8,649

## Pesos (kg)
En orden de marcha:
- Eje delantero: 1306
- Eje trasero: 3696

## Abastecimiento (L)
- Tanque de combustible, serie: 300
- Aceite en el cárter, máx. / mín.: 15 máx. / 12 min.
- Filtro de aceite del motor: 0,8
- Caja de cambios manual: 9
- Carcasa del diferencial, eje trasero / recambio: 5,25
- Dirección hidráulica: 3,5
- Sistema de refrigeración (sin calefacción): 28

## Frenos
- Freno de servicio: sistema: a aire comprimido de dos circuitos delantero: a tambor (cámara 20" - sup. frenado 2129 cm2 / esp. cinta 18 mm / ancho cinta 160 mm) Trasero: a tambor (cámara 16"/24" - sup. frenado 3380 cm² / esp. cinta 18 mm / ancho cinta 220 mm)
- Freno adicional: freno motor + Top Brake accionamiento: electro neumático y puede actuar en conjunto con el freno de servicio
- Freno de estacionamiento: cámara de resorte acumulador con accionamiento neumático. Actuación: sobre las ruedas traseras.

## Otros
- Llantas 7.50 x 22.5 Neumáticos 275/80 R 22.5
- Dirección hidráulica ZF 8097; i= 23,8 : 1 / 20,1 / 23,8
- Sistema eléctrico: 24 V Alternador: 28 V 80 A. Batería: 2x12 V 135 Ah

## Carroceras de buses en Argentina
- Bimet Corwin (2008-2015)
- Metalpar Tronador (2008-2014)
- Ugarte Americano (2008, 1 unidad)
- Italbus Bello (2010-2012)
- Saldivia Aries (2010-2015)
- Armar Medea (2010-2013)
- Nuovobus (2010-2012, 3 unidades)